# Poliça
Poliça (supostamente do polonês Polícia, mesmo que polícia neste idioma seja policja) é uma banda de indie rock de Minneapolis com um som eletrônico e R&B. A banda foi formada em 2011 por Ryan Olson e Channy Leaneagh que já haviam colaborado juntos na banda de soft-rock Gayngs.

## Discografia

### EP
- Dark Star (2012)

### LP
- Give you the Ghost (2012)
- Shulamith (2013)[2]
- United Crushers (2016)
- Music for the Long Emergency (2018), com stargaze
- When We Stay Alive (2020)